# Francisco Gómez del Campillo
Francisco Gómez del Campillo (Daroca, 1873-Barcelona, 1945) fue un catedrático de Instituciones de Derecho Canónico y rector de la Universidad de Barcelona. 

## Biografía
De familia ilustrada aragonesa, era sobrino del historiador Toribio del Campillo y Casamor.
Francisco Gómez del Campillo fue nombrado el 9 de marzo de 1914 catedrático de Instituciones de derecho canónico, cargo que ejerce hasta que se jubila el 2 de abril de 1943. Tras el 18 de julio de 1936 fue separado de la cátedra durante un breve periodo por el gobierno republicano. También fue catedrático de derecho canónico.
Entre 1941 y 1945 ejerció de rector de la Universidad de Barcelona, cargo que compatibilizaría con el de juez instructor para la depuración del profesorado universitario en la Universidad de Barcelona para el que fue nombrado el 12 de abril de 1939. Se encargó, principalmente, de la depuración del personal docente de la universidad. En 1944 fue condecorado con la Orden Civil de Alfonso X el Sabio. Murió en Barcelona en 1945.

## Publicaciones
- «Apuntes para el estudio de las instituciones jurídicas de la iglesia de España desde el siglo VIII al XI» a Separata d'Anales de la Universidad de Barcelona. Barcelona: Imprenta Elzeveriana y Librería Camí, 1943. Disponible en: Catálogo de las bibliotecas de la UB
- El Conde de Aranda en su embajada a Francia: años 1773-1787 [discurso leído en el acto de su recepción]. Madrid: [s.n.], 1945. Disponible en: Catálogo de las bibliotecas de la UB
- «Consideraciones acerca del derecho egipcio» a Separata de Revista de legislación y jurisprudencia. Madrid: Imprenta de la Revista de legislación, 1893. Disponible en: Catálogo de las bibliotecas de la UB
- Derecho canónico: parte general. Barcelona: Casa Provincial de Caridad, 1953. Disponible en: Catálogo de las bibliotecas de la UB
- Derecho eclesiástico general y particular de España: curso de 1918 a 1919: con arreglo al nuevo código canónico. Barcelona: Librería de Agustín Bosch, 1918. Disponible en: Catálogo de las bibliotecas de la UB
- Derecho matrimonial canónico. Barcelona: Casa Provincial de Caridad, 1948. Disponible en: Catálogo de las bibliotecas de la UB
- Programa-guía con notas bibliográficas para el estudio del derecho canónico general y particular de España. Barcelona: Barcelonesa, 1921. Disponible en: Catálogo de las bibliotecas de la UB